# نيهون بوسان
نيهون بوسان (بالإنجليزية: Nihon Bussan)، هي شركة يابانية سابقة، وكانت الشركة عملت على إنتاج وتطوير ألعاب الفيديو، تأسست الشركة سنة 1970، وأعلنت الحل سنة 2014، وكانت مقر الشركة في مدينة كيتاكو، أوساكا اليابانية.

## المواقع الخارجية
- نيهون بوسان على موقع IMDb (الإنجليزية)
- نيهون بوسان على موقع ميوزك برينز (الإنجليزية)

- باللغة اليابانية (archives)
- Nihon Bussan at MobyGames